# 五柱五成神社
五柱五成神社（ごしゃいなりじんじゃ）は、東京都中野区の神社。

## 概要
文政6年（1823年）に現斎主の先祖・槇屋平兵衛が京都の伏見稲荷大社から勧請して屋敷稲荷として祀ったのが創建とされる。

## 祭神
- 天圀蔵五柱五成大神（あめこくぞうごしゃいなりおおかみ）

## 境内

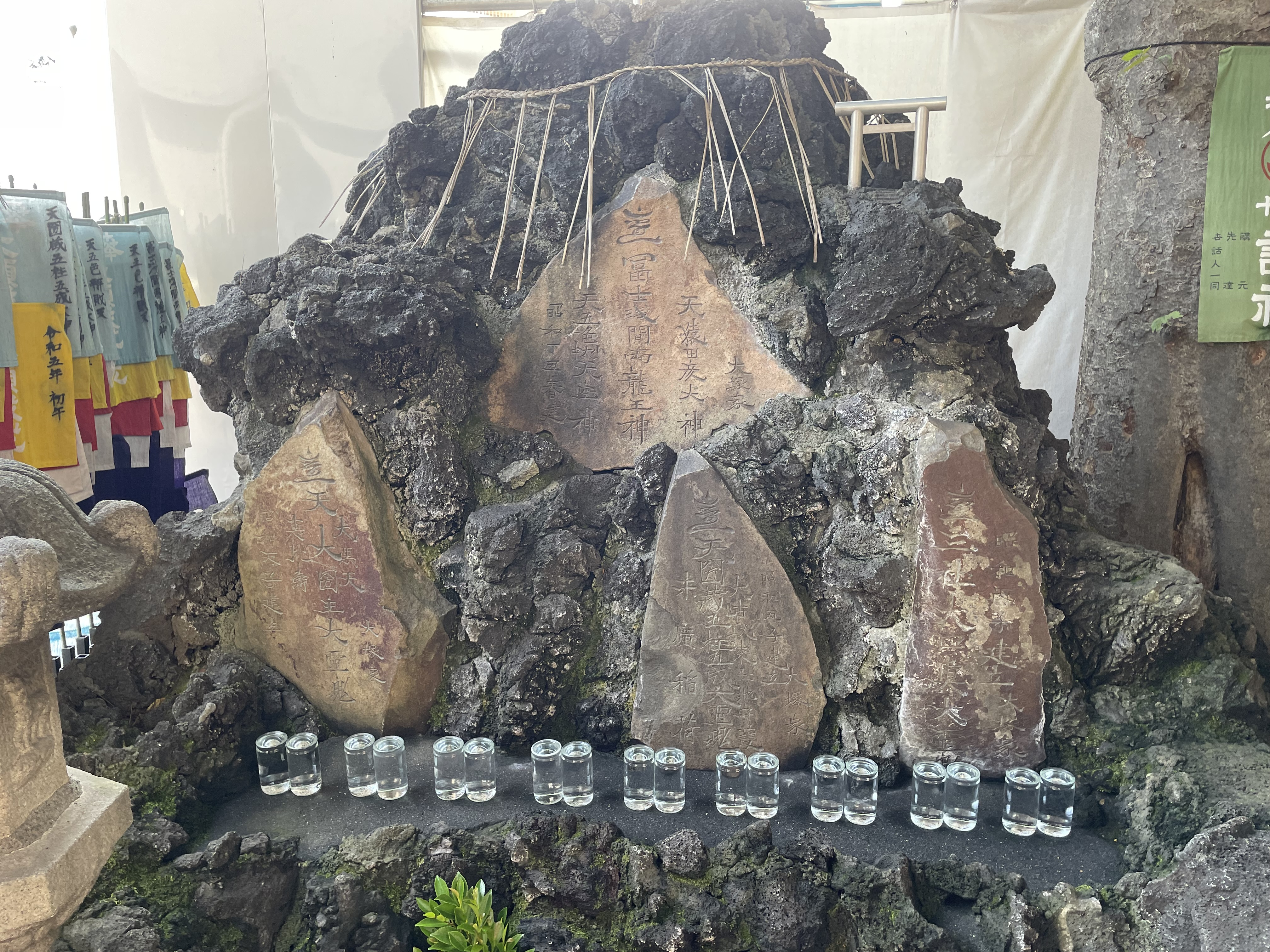
富士塚
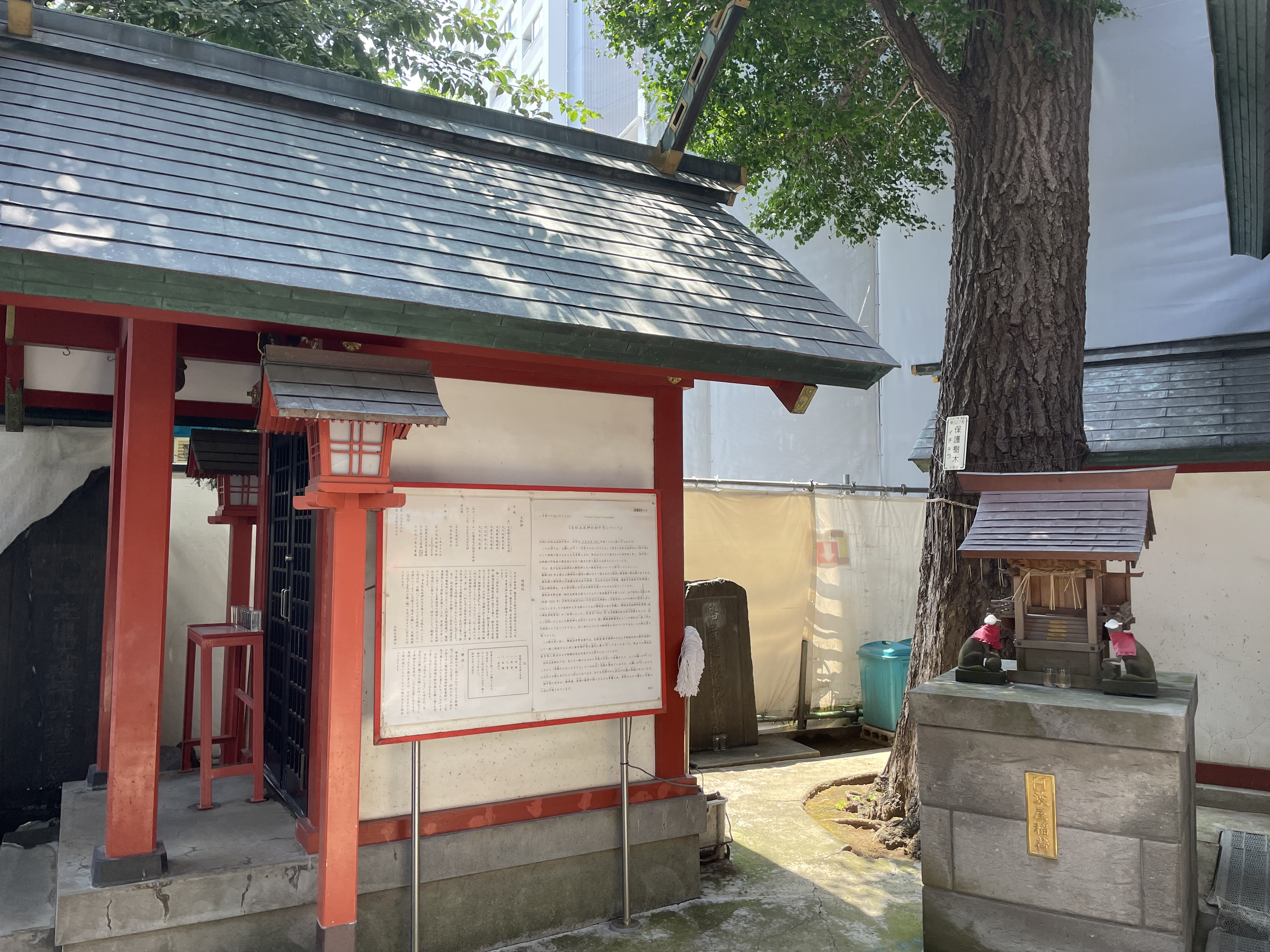
阿波屋稲荷

- 富士塚
- 阿波屋稲荷

## 交通アクセス
- 東京メトロ丸ノ内線西葛西駅より東方へ徒歩5分。